# Constitució d'Algèria del 2016
La Constitució d'Algèria del 2016 és la constitució que regeix el país des del 7 de febrer del 2016. L'anterior carta magna data del 1996.
Fou presentada per primer cop el 4 de febrer del 2016 pel Primer Ministre Abdelmalek Sellal.
El 7 de febrer del 2016 el parlament l'aprova i ratifica amb 499 vots a favor, 2 en contra i 16 abstencions. L'oposició va intentar boicotejar l'aprovació atès que considerava que el document no solucionava la crisi econòmica del país.

## Contingut
El nou text limita a dos el nombre de mandats presidencials, prohibeix als algerians amb doble nacionalitat d'accedir a alts càrrecs de la funció pública i atorga a l'amazic l'estatut de llengua cooficial d'Algèria, però no en el mateix pla d'igualtat que l'àrab, que resta com a llengua nacional de l'estat.
Es calcula que l'amazic té uns deu milions de parlants sols a Algèria, una quarta part de la població del país. Tot i aquest important pes numèric, les autoritats algerianes han mantingut històricament una política contrària a aquesta llengua pròpia del Magrib, parlada amb moltes variants del Marroc fins a Egipte i també per les poblacions tuaregs del Sàhara. Des de la independència del país, el 1962, l'àrab va substituir el francès com a llengua única de l'estat, sense deixar espai per a l'amazic.
A la dècada del 1980 hi hagué l'anomenada Primavera Amaziga, especialment a la regió muntanyenca de la Cabília, per a reclamar l'oficialitat de la llengua i el reconeixement de la identitat amaziga a Algèria. Aquell primer moviment popular d'oposició a les autoritats des de la independència, durament reprimit per les autoritats, va servir per a situar les reivindicacions identitàries i lingüístiques d'aquesta part de la població en l'agenda política algeriana.